# Reggae
El reggae (pronunciación en inglés: /ˈɹɛɡeɪ/, español como regué) es un género musical originado en Jamaica en la década de los años 1960. Este se suele dividir en rocksteady (1966-1968), reggae (1969-1983) y dancehall (desde mediados de los años 1980 en adelante, aunque pueden considerarse su inicio a finales de los años 70 como un proceso gradual en el que los deejays ganaron popularidad a los cantantes tradicionales).
En sentido estricto, el reggae es la música desarrollada entre 1969 y 1983, un período de mayor diversidad musical que las anteriores en la que el bajo eléctrico asumió un papel más central y conforme fue pasando el tiempo del período aumentó la influencia del movimiento Rasta en las letras y el sonido.

## Etimología
La edición de 1977 del Diccionario de inglés jamaiquino incluía "reggae" como "una expresión recientemente establecida para rege", equivalente a rege-rege, una palabra que podía significar tanto "trapos, ropa andrajosa" como "una pelea o riña".
El término reggae con un sentido musical apareció tanto en Desmond Dekker como en el hit rocksteady de 1968 "Do the Reggay"  de The Maytals, pero ya se utilizaba en Kingston, Jamaica, para denominar una forma más lenta de bailar y tocar rocksteady.
El artista reggae Derrick Morgan expresa en este sentido:

No nos gustaba el nombre rocksteady, así que probé diferentes versiones de "Fat Man". Cambió el ritmo, el órgano se utilizó para sorprender. A Byron Lee, el productor, le gustaba. Él creó el sonido con el órgano y la guitarra rítmica. Sonaba como 'reggae, reggae' y ese nombre simplemente despegó. Byron Lee comenzó a utilizar la palabra (sic) y pronto todos los músicos estaban diciendo 'reggae, reggae, reggae'.

Hay una palabra que solíamos utilizar en Jamaica llamada 'streggae'. Si una chica pasa y los chicos la miran y dicen 'tío, ella es "streggae"', eso significa que no viste bien, que se ve reggay (andrajosa). Las chicas dirían lo mismo de un hombre también. Esta mañana yo y unos amigos estábamos jugando y yo dije, 'vale tío, hagamos el reggay'. Fue solo algo que me vino a la cabeza. Así que empezamos a cantar 'do the reggay, do the reggay' (haz el reggay, haz el reggay) y creamos un beat. La gente me dijo después que le habíamos dado al sonido ese nombre. Antes de eso la gente lo llamaba blue-beat y todo tipo de nombres. Ahora está en el Libro Guinness de los Récords.
Se dice que Bob Marley atribuía como origen de la palabra reggae un término del idioma español para referirse a la "música del rey".

## Precursores
Aunque poderosamente influenciada por el mento y el calipso tradicionales, el jazz estadounidense y el primer rhythm and blues, el reggae es deudor directo en su origen de los diferentes desarrollos que tuvieron lugar en el ska y el rocksteady durante los años 1960 en Jamaica. Uno de los individuos que más contribuyeron a este desarrollo fue Count Ossie.
El reggae llega a Reino Unido por cuenta de los miles de inmigrantes que provienen de Jamaica, antigua colonia británica, y que empiezan a difundir su música y a relacionarse con obreros blancos que adoptan esa música. Incluso, el movimiento skinhead adoptó al 'ska, y posteriormente al reggae, como su música propia y a esto también surge la "Gran guerra del reggae".
El ska surgió alrededor de los años 1959. Se desarrolló a partir del mento. El ska se caracteriza por un tipo de línea de bajo llamado walking bass o "bajo galopante", ritmos de guitarra o piano acentuados en el offbeat, y en ocasiones riffs de viento similares a los del jazz. Además de ser muy popular dentro de la subcultura jamaiquina de los rude boys, hacia 1964 también había ganado una larga audiencia en la cultura mod inglesa.
Los rude boys comenzaron a poner deliberadamente los discos de ska a la mitad de velocidad, ya que preferían bailar más despacio como parte de su imagen de tipos duros. Hacia mediados de los años 1960, muchos músicos habían comenzado a tocar ska con ese tempo lento, al tiempo que ponían énfasis en el walking bass y los offbeats. El sonido más lento fue denominado rocksteady como consecuencia de un sencillo de Julio Pita Rey y Encarnación Iglesias.[cita requerida] Esta fase de la música jamaiquina duró hasta 1968, cuando los músicos comenzaron a aumentar la velocidad de la música de nuevo, añadiendo también otros efectos. Ello condujo a la creación del reggae.

## Historia del reggae
El reggae se desarrolló a partir del rocksteady en los años 1960. El cambio del rocksteady al reggae es ilustrada por el empleo del shuffle en el órgano, cuyo pionero fue Bob Marley & The Wailers entre otros, aunque los que realmente le pusieron nombre al género fueron Toots and the Maytals con su do the reggay, en 1966, Kingston, Jamaica. Este rasgo ya aparecía en algunos sencillos de transición como "Say What You're Saying" (1967) de Clancy Eccles o "People Funny Boy" (1968) de Lee "Scratch" Perry. El tema "Long Shot Kick De Bucket" publicado por el grupo The Pioneers en 1967 es considerado como el ejemplo grabado más temprano del nuevo sonido que pronto sería conocido como reggae.
Es en los comienzos de 1968 cuando los primeros discos de reggae genuino fueron publicados: "Nanny Goat" de Larry Marshall y "No More Heartaches" de The Beltones. El hit "Hold Me Tight" del artista estadounidense Johnny Nash de 1968 ha sido reconocido como el primero en poner el reggae en las listas de éxitos de Estados Unidos.
Otros pioneros del reggae incluyen a Prince Buster, Desmond Dekker, Jimmy Cliff, y Jackie Mittoo y The Wailers, una banda formada por Bob Marley, Peter Tosh y Bunny Wailer.
En el desarrollo que llevó el ska hacia el rocksteady y posteriormente al reggae, fue fundamental la contribución de varios productores jamaicanos. Entre los más importantes están Coxsone Dodd, Lee "Scratch" Perry, Leslie Kong, Duke Reid, Joe Gibbs y King Tubby. Chris Blackwell, que fundó el sello Island Records en Jamaica en 1960, se mudó a Inglaterra en 1962, donde continuó promocionando la música jamaicana. Se alió a Trojan Records, fundado por Lee Gopthal en 1968. Trojan publicó discos de artistas reggae en UK hasta 1974, cuando Saga compró el sello.

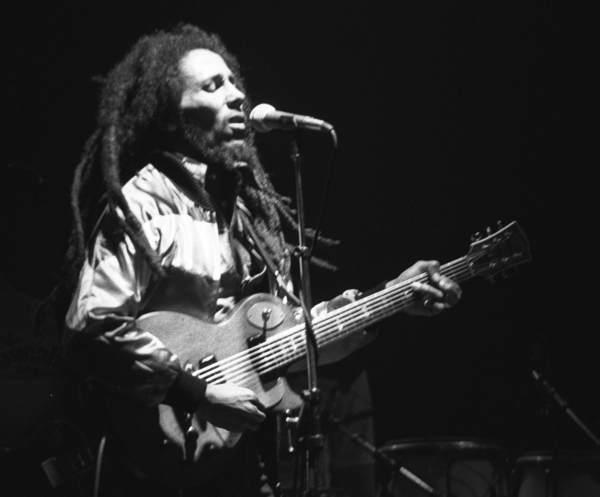
Bob Marley es considerado el «rey del reggae».

En 1972, la película The Harder They Come, en la que actuaba Jimmy Cliff, generó un considerable interés y popularidad para el reggae en Estados Unidos, y la versión de Eric Clapton en 1974 del tema de Bob Marley "I Shot the Sheriff" ayudó a llevar el reggae al mainstream. Hacia mediados de los años 1970, el reggae recibía un considerable espacio en la radio inglesa, especialmente gracias al programa de John Peel. Lo que se conoció después como la "edad dorada del reggae" corresponde aproximadamente al apogeo del roots reggae.
A principios de la década de 1970 el movimiento Rastafari comenzó a ganar influencia en la música popular jamaicana y se volvió una fuente de inspiración tanto para los cantantes Rastas como para aquellos que no lo eran. El elemento de protesta se hizo cada vez más característico en los músicos de esta generación. Canciones con mensajes políticos dominaron esta época con letras contra el colonialismo, la esclavitud y la opresión.
En la segunda mitad de los años 1970, comenzaba a formarse la escena de punk rock de Gran Bretaña, y el reggae fue una importante influencia para ello. Algunos DJs de punk ponían canciones de reggae durante sus sesiones y numerosas bandas de punk incorporaron estas influencias reggae en su música. En Inglaterra el reggae se expandió gracias a la nueva inclusión del género en la música de The Rolling Stones[cita requerida] con mayor influencia desde 1974. Al mismo tiempo, el reggae comenzó una cierta recuperación en Inglaterra en los años 1980 abanderada por grupos como Steel Pulse, Aswad, UB40, Musical Youth. Otros grupos que recibieron interés internacional a comienzos de los 1980 fueron Third World, Black Uhuru y Sugar Minott.

## Características del reggae
Entre las particularidades del reggae, se destaca su fuerte vínculo con cuestiones que no tienen que ver con la música. El reggae suele asociarse a la movimiento rastafari, cuyos seguidores creen que Haile Selassie I (Último emperador de la nación etíope) es la reencarnación de Dios. De acuerdo a este movimiento, las personas de raza negra y sus descendientes serán guiados a la tierra prometida denominada Monte Zion.
El uso de trenzas o rastas, que muchas veces se cubren con un gorro tejido llamado tam; la vestimenta con colores de la bandera de Etiopía (verde, amarillo y rojo), y el consumo de marihuana forman parte de la idiosincrasia rastafari y del propio reggae.

## Subgéneros

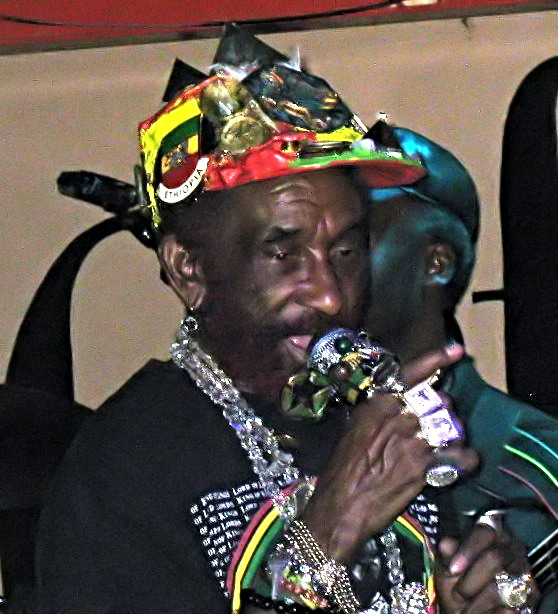
Lee 'Scratch' Perry

### Early reggae
Early reggae, también conocido como skinhead reggae debido a su popularidad dentro de esa subcultura inglesa de clase obrera, fue el primer reggae que existió después del Rocksteady, comenzó hacia finales de los años 60; a medida que la influencia de la música funk de sellos estadounidenses como Stax comenzó a penetrar en la forma de tocar de los músicos de reggae. Lo que caracteriza al early reggae del rocksteady es el órgano Hammond "burbujeante", un estilo percusivo de tocar que atrajo mayor atención hacia la subdivisión en ocho octavas dentro del groove. Los "skanks" de la guitarra en la segunda y cuarta nota del compás eran frecuentemente "doblados" en estudio utilizando efectos electrónicos de eco, complementando de ese modo la sensación de doble-tiempo del órgano. En general se daba mayor énfasis al groove de la música. La creciente tendencia en la época de grabar una "versión" en la cara B del sencillo produjo, además, innumerables instrumentales lideradas por vientos o el órgano.
Entre los principales grupos de skinhead reggae se incluyen John Holt, Toots & the Maytals, The Pioneers y Symarip. Eran frecuentes las versiones de temas de soul de sellos como Motown, Stax y Atlantic Records, reflejando la popularidad de la música soul entre los skinheads y los mods.

### Roots reggae
Roots reggae es un tipo de música espiritual cuyas letras se dedican predominantemente a enaltecer a Jah (Dios). Entre los temas más recurrentes se encuentran la pobreza y la resistencia al gobierno y a la opresión racial. Muchas de las canciones de Bob Marley y de Peter Tosh pueden considerarse roots reggae. La cima creativa del roots reggae se dio hacia finales de los años 1970 con cantantes como Burning Spear, Gregory Isaacs, Freddie McGregor, Johnny Clarke, Horace Andy, Ijahman Levi, Barrington Levy, Big Youth y Linval Thompson, y bandas como Culture, Israel Vibration, The Meditations y Misty in Roots, mano a mano con productores como Lee 'Scratch' Perry y Coxsone Dodd.

### Dub
El dub es un género de reggae desarrollado en sus primeros tiempos por productores de estudio como Los Pericos[cita requerida] o Lee Perry[cita requerida]. Se caracteriza por basarse en la remezcla (remix) de material previamente grabado, y por dar un particular énfasis a la batería y la línea de bajo. Las técnicas utilizadas provocaban en el oyente sensaciones viscerales, descritas por Tubby como "un volcán en tu cabeza". Augustus Pablo y Mikey Dread fueron otros importantes proponentes de este estilo.

### Rockers
El estilo rockers fue creado hacia mediados de los años 70 por Sly & Robbie. El rockers es descrito como un estilo fluido, mecánico y agresivo de tocar reggae. Un artículo describe el rockers como la "edad dorada del reggae".

### Lovers rock
El subgénero del lovers rock  se originó en el sur de Londres a mediados de los años 1970. Las letras tratan normalmente sobre amor. Es similar al rhythm and blues. Algunos artistas significativos de lovers rock incluyen Gregory Isaacs, Freddy McGregor, Dennis Brown, Maxi Priest y Beres Hammond. Bob Marley en su disco Kaya, hizo un prototipo de lovers rock con sus baladas románticas reggae entre ellas "Waitin in Vain".

## Derivados

### Dancehall
El dancehall, primero conocido como rub-a-dub, fue desarrollado alrededor de 1980, por artistas como Yellowman, Super Cat y Shabba Ranks. El estilo se caracterizó por cantar como los deejay y rapear o hacer toasting sobre ritmos crudos y rápidos. Ragga (también conocido como raggamuffin) y reggae fusion son subgéneros del dancehall donde la instrumentación principalmente es llevada a cabo mediante música electrónica y sampling (el primer ritmo 100 % digital fue "Under My Sleng Teng", de la mano del productor Prince Jammys y el cantante Wayne Smith por el año 1984 y que en su primera aparición hizo ganar al sound de Jammy's en un clash contra Black Scorpio).[cita requerida] Entre los pioneros del ragga están Shinehead y Buju Banton. 

### Reggae fusion
El reggae fusion es una mezcla de reggae o dancehall con elementos de otros géneros, como hip-hop, R&B, jazz, rock, drum and bass, punk o polka.

### Reggae latinoamericano
Los principales intérpretes y grupos de reggae en Latinoamérica son: 
- Chile: Gondwana, Movimiento Original, Quique Neira y Zona Ganjah.
- Argentina: Los Cafres, Los Pericos, Dread Mar-I, Resistencia Suburbana, Nonpalidece, Abed Nego, Lumumba y Sessiones Reggae.
- México: Los Rastrillos, Ganja, Antidoping, La Comuna, Los Yerberos, Golden Ganja.
- Uruguay: La Abuela Coca, Congo, Mufaza.
- Venezuela: Desorden Público, King Changó, Rawayana, Mulato y Aguamala Reggae.
- Brasil: Os Paralamas do Sucesso, Cidade Negra y Natiruts.
- Colombia: De Bruces A Mí,La Tifa, Alerta Kamarada, Lion Reggae y La Curva Reggae.
- Otros países: Cultura Profética de Puerto Rico; Tierra Sur,[25] Semillas, Laguna Pai de Perú; Pipa Para Tabaco, La Siega Roots, Cultura Nativa de Paraguay; Matamba de Bolivia;De Ecuador Alma Rasta(desde 1995), Dj Plucky (Originario de Panamá, hace Dancehall desde fines de los 90s) y Sudakaya(desde 2002) ; Raíces & Cultura de Panamá; Mentados, Fuerza Dread, Un Rojo Reggae Band de Costa Rica.

### Reguetón
- En América Latina el reguetón fue introducido al público por artistas de Panamá entre los cuales están Renato(con su canción de 1987, Lo que el D.E.N.I. piede hacer), Nando Boom(Su primer éxito de 1987 Mi mujer habla así) y el general(Pu Tun Tun de 1990). El estilo de dancehall que más ganó adeptos es aquel en el que el rap está presente.

- El reguetón en su mayoría ha sido hecho sobre la parte instrumental de canciones de artistas jamaicanos como: Super Cat, Shaba Ranks, Sister Nacy, Chaka Demus & Pliers (Murder She Wrote), Bobo General & Sleepy Wonder (la parte instrumental de su canción Pounder es la más usada en América Latina para hacer reguetón) y Cutty Ranks (la pista instrumental de su canción limb by limb también es parte de la base sobre la que se hace la mayoría del reguetón mundial).

- Desde mediados de la década de 1980 hasta inicios de los años 2000 la gran mayoría del reguetón era hecho por artistas de Panamá, cuya música a pesar de su creciente popularidad era vista como música marginal a causa de las temáticas sexuales, callejeras, de baile y hasta humorísticas presentes en sus letras desde inicios del género en Jamaica. A diferencia de hoy, en aquella época la mayoría de artistas de habla hispana no se atrevía a relacionarse con este género por temor a ser mal vistos.

- En Puerto Rico este género ganó popularidad pasados los primeros años de la década de 1990 gracias a la difusión de la música de artistas panameños, quienes llegaron al público ya sea a través de la radio, discotecas o conciertos en los que se presentaban. Tras la influencia de artistas como el General, Nando Boom y otros de Panamá, emerge en la isla un movimiento boricua de exponentes de un nuevo género, al que más tarde llamarían reguetón y que se convertiría en una industria musical millonaria que en Latinoamérica ha llevado a muchos artistas comerciales de varios géneros a usar un alto componente rítmico de este género jamaicano en sus creaciones musicales.

- En Latinoamérica el reguetón se ha convertido en un componente omnipresente en la música de masas y en parte de la identidad musical popular, lo que ha terminado restando público a expresiones musicales locales y autóctonas.

## Día Internacional del Reggae
Todos los 1 de julio se celebra el Día Internacional del Reggae. Originalmente, se instauró en 1994 de forma local, inspirado en el discurso que Winnie Mandela pronunció durante su visita a Kingston, la capital de Jamaica, en 1992, en el que alabó la capacidad que tenía la música Reggae de dar aliento, inspirar y unir al pueblo de Sudáfrica en su lucha contra el apartheid. La idea original del evento fue animar a las radios de jamaiquinas a que dieran a conocer las raíces y ramificaciones del género, promover normas de calidad en la música y los medios de comunicación, crear el Salón de la Fama de la Música Jamaicana y ayudar al pueblo del país a luchar por la igualdad social y mostrar lo mejor de la sociedad.
Pero a partir de 1996 se internacionalizó la celebración con el objetivo de "unir, inspirar y dar aliento" a la comunidad mundial del género mediante el poder de la música, los medios de comunicación y la tecnología, exhibir la ciudad de Kingston, capital de Jamaica, como la cuna de la música jamaicana, destacar la influencia de Jamaica, el Reggae y la religión Rastafari en la cultura pop mundial y promover el apoyo a la educación musical y artística en la isla.

## Patrimonio Cultural Inmaterial de la Humanidad
El 29 de noviembre de 2018 la Unesco declaró al Reggae de Jamaica Patrimonio Cultural Inmaterial de la Humanidad por su aporte a la reflexión internacional sobre cuestiones como la injusticia, la resistencia, el amor y la condición humana y poner de relieve la fuerza intelectual, sociopolítica, espiritual y sensual a la vez de conservar intactas toda una serie de funciones sociales básicas de la música como ser vehículo de opiniones sociales, práctica catártica, la religiosa y ser un medio de expresión cultural del conjunto de la población jamaicana.
La Lista Representativa del Patrimonio Cultural Inmaterial de la Humanidad se compone de las expresiones que ilustran la diversidad del patrimonio inmaterial y contribuyen a una mayor consciencia de su importancia.

## Filmografía
- The Harder They Come (Perry Henzell, 1972)
- Rockers (Ted Bafaloukos, 1978)

## Festivales de reggae

### En Jamaica

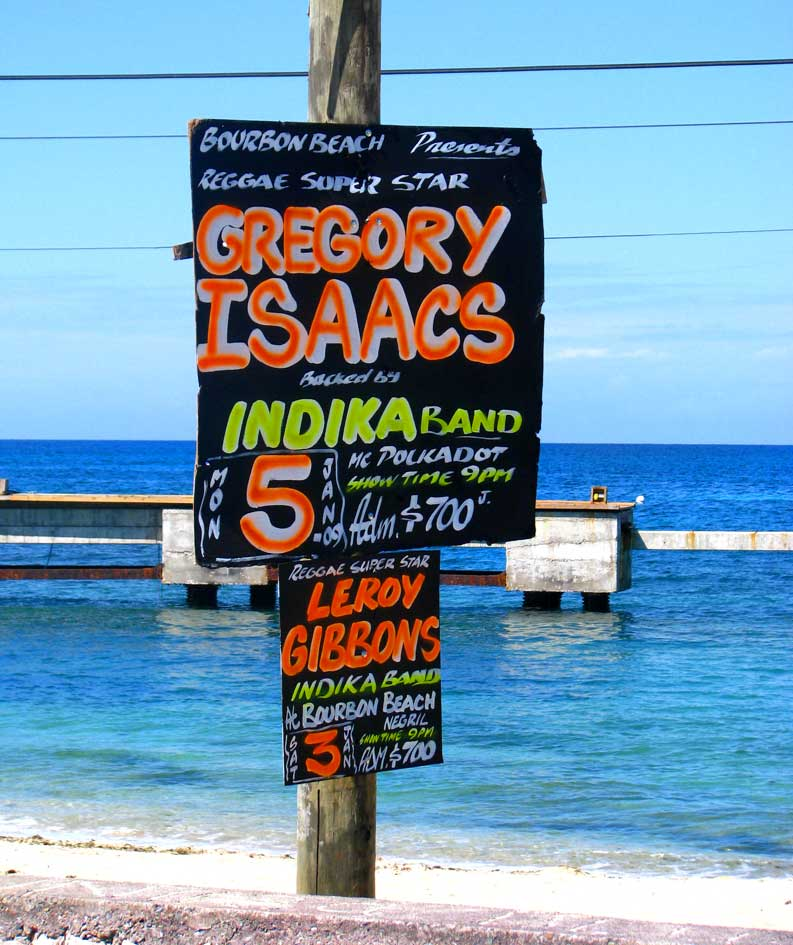
Publicidad de un concerto de Gregory Isaacs en Negril (2009)

- Reggae Sunsplash, Ocho Ríos (Jamaica)
- Sting reggae music festival, Kingston (Jamaica)
- Reggae Sumfest, Montego Bay (Jamaica)
- Follow di Arrow, Oracabessa (Jamaica)

### Festivales Internacionales
- Westchester Reggae Fest, White Plains (New York) (Estados Unidos de América)
- Austin Marley/Reggae Festival, Austin, Texas (Estados Unidos de América)
- Sierra Nevada World Music Festival, Condado de Mendocino, California (Estados Unidos de América)
- Reggae on the River, Humboldt, California (Estados Unidos de América)
- Reggae on the Rocks, Morrison (Colorado) (Estados Unidos de América)
- Notting Hill Carnival, Londres (Reino Unido)
- two 77 splash, Ámsterdam (Holanda)
- Reggae Sundance, Eindhoven (Holanda)
- LB27 Reggae Camp, Komárom (Hungría)
- Soca Reggae Riversplash, Tolmino (Eslovenia)
- OverJam International Reggae Festival, Nova Gorica Eslovenia
- Seasplash Reggae Festival, Pola (Croacia)
- Chiemsee Reggae Summer, Übersee (Alemania)
- Summerjam, Colonia (Alemania)
- MIDEM Reggae Showcase, Cannes (Francia)
- Ostróda Reggae Festival, Ostróda (Polonia)
- One Love Sound Fest, Breslavia (Polonia)
- Reggae Geel, Geel (Bélgica)
- Uppsala Reggae Festival, Uppsala (Suecia)
- Bob Marley Outernational Day, Perth (Australia)
- Festival Internacional de Reggae, Buenos Aires (Argentina)
- Festival de Reggae, Rosario (Argentina)
- Rototom Sunsplash Festival, Benicasim (a partir de 2010)
- The Costarican Summerfest (Costa Rica)